# San Francisco 49ers 2018
La stagione 2018 dei San Francisco 49ers è stata la 69ª della franchigia nella National Football League, la seconda con Kyle Shanahan come capo-allenatore.
Dopo avere concluso la stagione precedente con un record di 6–10 (dopo avere perso tutte le prime nove gare), i 49ers tentarono di migliorare tale bilancio e raggiungere i primi playoff dal 2013. Tuttavia, diversi infortuni come quello al running back Jerick McKinnon e soprattutto quello del quarterback Jimmy Garoppolo nel terzo turno diedero all'annata una piega negativa e la squadra fu eliminata matematicamente dalla corsa ai playoff dopo una sconfitta nella settimana 13 contro i Seattle Seahawks. Due settimane dopo, tuttavia, i 49ers batterono i Seahawks 26-23 ai tempi supplementari in casa, interrompendo una striscia di 10 sconfitta consecutive contro i rivali di division che era iniziata nei playoff 2013. La stagione si chiuse con un record di 4-12, perdendo tutte le 8 gare in trasferta per la prima volta dal 1979.
La difesa dei 49ers stabilì diversi record NFL negativi. Essa fece registrare solo due intercetti superando il precedente primato di tre. A titolo di paragone, 40 diversi giocatori nel 2018 ebbero un numero maggiore di intercetti dell'intera squadra dei 49ers. Inoltre la squadra forzò solamente 7 palloni persi dagli avversari, contro il precedente primato di 11.

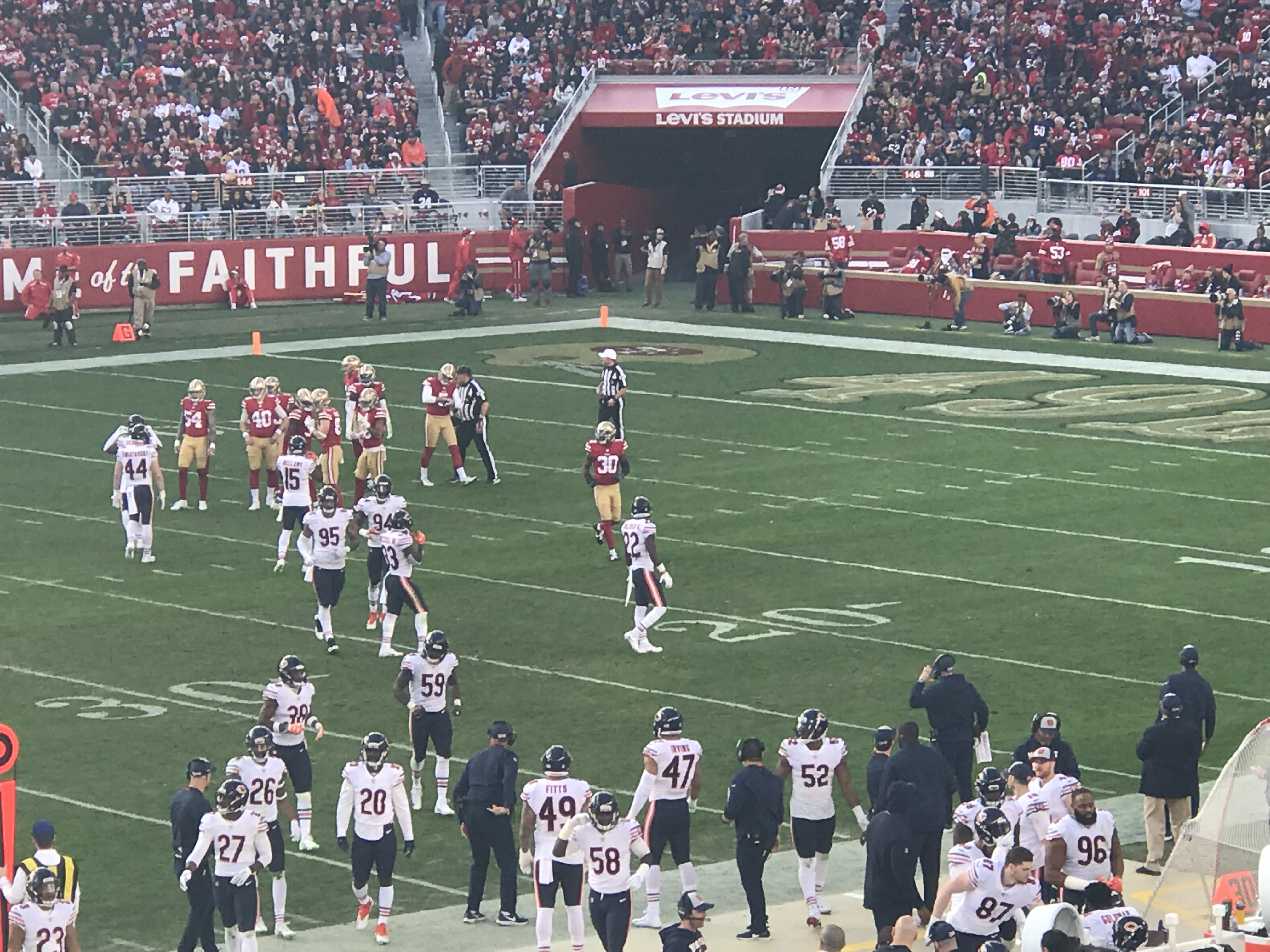
La partita contro i Bears del 23 dicembre 2018

## Scelte nel Draft 2018
| Scelte dei 49ers nel Draft 2018 |        |                  |       |                  |
| Giro                            | Scelta | Giocatore        | Ruolo | College          |
| 1                               | 9      | Mike McGlinchey  | OT    | Notre Dame       |
| 2                               | 44     | Dante Pettis     | WR    | Washington       |
| 3                               | 70     | Fred Warner      | LB    | BYU              |
| 3                               | 95     | Tarvarius Moore  | S     | Southern Miss    |
| 4                               | 128    | Kentavius Street | DE    | NC State         |
| 5                               | 142    | D.J. Reed        | CB    | Kansas State     |
| 6                               | 184    | Marcell Harris   | S     | Florida          |
| 7                               | 233    | Jullian Taylor   | DT    | Temple           |
| 7                               | 240    | Richie James     | WR    | Middle Tennessee |

## Staff
| Staff dei San Francisco 49ers nel 2018 |
| --- |
| Organi dirigenziali - Co-Chairman: Denise York e John York - Presidente/CEO: Jed York - General Manager: John Lynch Capo allenatore - Capo-allenatore/Coordinatore offensivo – Kyle Shanahan - Assistente capo-allenatore/Tight End – Jon Embree Altri allenatori - Preparatore atletico – Ray Wright Allenatori dell'attacco - Coordinatore gioco sulle corse – Mike McDaniel - Quarterback – Rich Scangarello - Running Back – Bobby Turner - Wide Receiver – Mike LaFleur - Offensive Line – Vacante - Assistente Offensive Line – Vacante - Assistente offensivo – T.C. McCartney Allenatori della difesa - Coordinatore difensivo – Robert Saleh - Assistente difensivo senior - Jason Tarver - Defensive Line – Jeff Zgonina - Assistaete Defensive Line – Vacante - Linebacker – Johnny Holland - Defensive Back – Jeff Hafley - Assistente Defensive Back – Daniel Bullocks - Controllo qualità – Bobby Slowik Allenatori dello special team - Coordinatore special team – Richard Hightower - Assistente – Vacante |

## Roster
| Roster dei San Francisco 49ers nel 2018 |
| --- |
| Quarterback - 3 C.J. Beathard - 10 Jimmy Garoppolo Running Back - 22 Matt Breida - 44 Kyle Juszczyk FB - 46 Alfred Morris - 31 Raheem Mostert Wide Receiver - 84 Kendrick Bourne - 15 Pierre Garçon - 11 Marquise Goodwin - 13 Richie James - 18 Dante Pettis - 81 Trent Taylor Tight End - 88 Garrett Celek - 85 George Kittle - 82 Cole Wick Offensive Linemen - 78 Shon Coleman T - 65 Joshua Garnett G - 76 Garry Gilliam T - 62 Erik Magnuson C - 69 Mike McGlinchey T - 68 Mike Person G - 58 Weston Richburg C - 74 Joe Staley T - 64 Matt Tobin T - 75 Laken Tomlinson G - 66 Najee Toran G Defensive Linemen - 91 Arik Armstead DE - 98 Ronald Blair DE - 99 DeForest Buckner DT - 96 Sheldon Day DT - 93 D.J. Jones DT - 54 Cassius Marsh DE - 90 Earl Mitchell DT - 77 Jullian Taylor DT - 94 Solomon Thomas DE Linebacker - 57 Terence Garvin LB - 47 Elijah Lee MLB - 53 Mark Nzeocha OLB - 51 Malcolm Smith OLB - 48 Fred Warner OLB Defensive Back - 38 Adrian Colbert FS - 38 Antone Exum SS - 26 Greg Mabin CB - 33 Tarvarius Moore CB - 32 D.J. Reed FS - 25 Richard Sherman CB - 29 Jaquiski Tartt SS - 20 Jimmie Ward CB - 24 K'Waun Williams CB - 23 Ahkello Witherspoon CB Special Team - 9 Robbie Gould K - 86 Kyle Nelson LS - 5 Bradley Pinion P Lista delle riserve - 17 Victor Bolden Jr. WR (Sospeso) - 50 Brock Coyle OLB (IR) - 60 JP Flynn C (IR) - 56 Reuben Foster MLB (Sospeso) - 36 Marcell Harris SS (IR) - 28 Jerick McKinnon RB (IR) - 95 Kentavius Street DE (NF-Inj.) - 97 Dekoda Watson OLB (IR) Squadra di allenamento - 7 Steven Dunbar WR - 82 Ross Dwelley TE - 61 Zack Golditch G - -- Daeshon Hall DE - 41 Emmanuel Moseley CB - 4 Nick Mullens QB - 30 Tyvis Powell S - 14 Frank Stephens WR - 55 Pita Taumoepenu OLB - 41 Jeff Wilson RB 53 attivi, 8 inattivi, 10 nella squadra di allenamento |
| Legenda - I rookie sono in corsivo. - Il primo ruolo è il principale mentre gli eventuali successivi indicano i ruoli secondari. - (IR) sta per Injured Reserve ed indica la lista ristretta per un solo giocatore infortunato che può tornare ad allenarsi dopo la settimana 6 e a rientrare in prima squadra dopo che questa ha giocato 8 partite. - (NF-Inj.) / (NF-Ill.) stanno rispettivamente per Non-Football Injured e Non-Football Illness ed indicano le liste dove viene inserito un giocatore che ha un infortunio o una malattia non dipendente dal football americano. - (PUP) sta per Physically Unable to Perform ed indica la lista dove viene inserito un giocatore mentre è in attesa di recuperare la condizione fisica. Nella stagione regolare dopo la sesta partita giocata dalla propria squadra, il giocatore ha tempo tre settimane per riprendere ad allenarsi, più tre settimane aggiuntive dal suo rientro agli allenamenti per rientrare in prima squadra. |

## Calendario

### Stagione regolare
Il calendario della stagione è stato annunciato il 19 aprile 2018.
| Stagione regolare |                         |                    |                    |                               |                    |
| Turno             | Avversario              | Risultato          | Record             | Stadio                        | Sintesi            |
| 1                 | at Minnesota Vikings    | S 16–24            | 0–1                | U.S. Bank Stadium             | Recap              |
| 2                 | Detroit Lions           | V 30–27            | 1–1                | Levi's Stadium                | Recap              |
| 3                 | at Kansas City Chiefs   | S 27–38            | 1–2                | Arrowhead Stadium             | Recap              |
| 4                 | at Los Angeles Chargers | S 27–29            | 1–3                | StubHub Center                | Recap              |
| 5                 | Arizona Cardinals       | S 18–28            | 1–4                | Levi's Stadium                | Recap              |
| 6                 | at Green Bay Packers    | S 30–33            | 1–5                | Lambeau Field                 | Recap              |
| 7                 | Los Angeles Rams        | S 10–39            | 1–6                | Levi's Stadium                | Recap              |
| 8                 | at Arizona Cardinals    | S 15–18            | 1–7                | State Farm Stadium            | Recap              |
| 9                 | Oakland Raiders         | V 34–3             | 2–7                | Levi's Stadium                | Recap              |
| 10                | New York Giants         | S 23–27            | 2–8                | Levi's Stadium                | Recap              |
| 11                | Settimana di pausa      | Settimana di pausa | Settimana di pausa | Settimana di pausa            | Settimana di pausa |
| 12                | at Tampa Bay Buccaneers | S 9–27             | 2–9                | Raymond James Stadium         | Recap              |
| 13                | at Seattle Seahawks     | S 16–43            | 2–10               | CenturyLink Field             | Recap              |
| 14                | Denver Broncos          | V 20–14            | 3–10               | Levi's Stadium                | Recap              |
| 15                | Seattle Seahawks        | V 26–23            | 4–10               | Levi's Stadium                | Recap              |
| 16                | Chicago Bears           | S 9–14             | 4–11               | Levi's Stadium                | Recap              |
| 17                | at Los Angeles Rams     | S 32–48            | 4–12               | Los Angeles Memorial Coliseum | Recap              |

Note
- Gli avversari della propria division sono in grassetto.

## Classifiche

### Division
| NFC West            | NFC West | NFC West | NFC West | NFC West | NFC West | NFC West | NFC West | NFC West |
| vedi • disc. • mod. | V        | S        | P        | PCT      | DIV      | CONF     | PF       | PS       |
| ------------------- | -------- | -------- | -------- | -------- | -------- | -------- | -------- | -------- |
| Los Angeles Rams    | 13       | 3        | 0        | .813     | 4–0      | 7–1      | 419      | 298      |
| Seattle Seahawks    | 10       | 6        | 0        | .625     | 2–2      | 6–3      | 319      | 259      |
| Arizona Cardinals   | 3        | 9        | 0        | .250     | 2–2      | 3–5      | 175      | 310      |
| San Francisco 49ers | 2        | 10       | 0        | .167     | 0–4      | 1–8      | 255      | 336      |
|                     |          |          |          |          |          |          |          |          |
|                     |          |          |          |          |          |          |          |          |

### Conference
| National Football Conference           | National Football Conference | National Football Conference | National Football Conference | National Football Conference | National Football Conference | National Football Conference | National Football Conference | National Football Conference | National Football Conference | National Football Conference |
| Pos.                                   | Squadra                      | Division                     | V                            | S                            | P                            | PCT                          | DIV                          | CONF                         | SOS                          | SOV                          |
| Capolista di Division                  | Capolista di Division        | Capolista di Division        | Capolista di Division        | Capolista di Division        | Capolista di Division        | Capolista di Division        | Capolista di Division        | Capolista di Division        | Capolista di Division        | Capolista di Division        |
| -------------------------------------- | ---------------------------- | ---------------------------- | ---------------------------- | ---------------------------- | ---------------------------- | ---------------------------- | ---------------------------- | ---------------------------- | ---------------------------- | ---------------------------- |
| 1                                      | Los Angeles Rams             | West                         | 13                           | 3                            | 0                            | .813                         | 4–0                          | 7–1                          | .493                         | .462                         |
| 2                                      | New Orleans Saints           | South                        | 13                           | 3                            | 0                            | .813                         | 2–1                          | 7–2                          | .486                         | .483                         |
| 3                                      | Chicago Bears                | North                        | 9                            | 4                            | 0                            | .692                         | 3–1                          | 6–2                          | .417                         | .380                         |
| 4                                      | Dallas Cowboys               | East                         | 8                            | 6                            | 0                            | .571                         | 3–1                          | 6–3                          | .500                         | .452                         |
| Wild Card                              |                              |                              |                              |                              |                              |                              |                              |                              |                              |                              |
| 5                                      | Seattle Seahawks             | West                         | 10                           | 6                            | 0                            | .625                         | 2–2                          | 6–3                          | .510                         | .339                         |
| 6                                      | Minnesota Vikings            | North                        | 6                            | 5                            | 1                            | .542                         | 2–1–1                        | 5–3–1                        | .479                         | .313                         |
| Non qualificati per i play-off         |                              |                              |                              |                              |                              |                              |                              |                              |                              |                              |
| 7                                      | Carolina Panthers            | South                        | 6                            | 6                            | 0                            | .500                         | 1–2                          | 4–5                          | .469                         | .472                         |
| 8                                      | Philadelphia Eagles          | East                         | 9                            | 7                            | 0                            | .563                         | 3–1                          | 4–5                          | .476                         | .389                         |
| 9                                      | Washington Redskins          | East                         | 6                            | 7                            | 0                            | .462                         | 2–2                          | 6–4                          | .496                         | .410                         |
| 10                                     | Tampa Bay Buccaneers         | South                        | 5                            | 7                            | 0                            | .417                         | 2–2                          | 4–5                          | .479                         | .475                         |
| 11                                     | Green Bay Packers            | North                        | 5                            | 7                            | 1                            | .423                         | 1–2–1                        | 2–6–1                        | .507                         | .417                         |
| 12                                     | Atlanta Falcons              | South                        | 4                            | 8                            | 0                            | .333                         | 2–2                          | 4–4                          | .542                         | .438                         |
| 13                                     | New York Giants              | East                         | 5                            | 8                            | 0                            | .385                         | 0–4                          | 3–7                          | .507                         | .500                         |
| 14                                     | Detroit Lions                | North                        | 4                            | 8                            | 0                            | .333                         | 1–3                          | 2–7                          | .542                         | .531                         |
| 15                                     | Arizona Cardinals            | West                         | 3                            | 9                            | 0                            | .250                         | 2–2                          | 3–5                          | .514                         | .236                         |
| 16                                     | San Francisco 49ers          | West                         | 2                            | 10                           | 0                            | .167                         | 0–4                          | 1–8                          | .479                         | .250                         |
| Criteri di spareggio                   |                              |                              |                              |                              |                              |                              |                              |                              |                              |                              |
| 1. 2. 3.                               |                              |                              |                              |                              |                              |                              |                              |                              |                              |                              |
| Legenda                                |                              |                              |                              |                              |                              |                              |                              |                              |                              |                              |
| w — wild card ottenuta                 |                              |                              |                              |                              |                              |                              |                              |                              |                              |                              |
| x — partecipazione ai playoff ottenuta |                              |                              |                              |                              |                              |                              |                              |                              |                              |                              |
| y — campioni di division               |                              |                              |                              |                              |                              |                              |                              |                              |                              |                              |
| z — salto del primo turno di play-off  |                              |                              |                              |                              |                              |                              |                              |                              |                              |                              |
| * — vantaggio del campo ottenuto       |                              |                              |                              |                              |                              |                              |                              |                              |                              |                              |

## Premi

### Premi settimanali e mensili
- Robbie Gould:

giocatore degli special team della NFC della settimana 2
giocatore degli special team della NFC della settimana 15
giocatore degli special team della NFC del mese di dicembre
- Matt Breida:

running back della settimana 2
- Bradley Pinion:

giocatore degli special team della NFC della settimana 9